# Lutych–Bastogne–Lutych 2023
109. ročník jednodenního cyklistického závodu Lutych–Bastogne–Lutych se konal 23. dubna 2023 v Belgii. Vítězem se stal obhájce vítězství Belgičan Remco Evenepoel z týmu Soudal–Quick-Step. Na druhém a třetím místě se umístili Brit Tom Pidcock (Ineos Grenadiers) a Kolumbijec Santiago Buitrago (Team Bahrain Victorious). Závod byl součástí UCI World Tour 2023 na úrovni 1.UWT a byl devatenáctým závodem tohoto seriálu.

## Týmy
Závodu se zúčastnilo všech 18 UCI WorldTeamů a 7 UCI ProTeamů. Týmy Israel–Premier Tech, Lotto–Dstny a Team TotalEnergies dostaly automatické pozvánky jako 3 nejlepší UCI ProTeamy sezóny 2022, další 4 UCI ProTeamy (Bingoal WB, Equipo Kern Pharma, Team Flanders–Baloise a Uno-X Pro Cycling Team) pak byly vybrány organizátory závodu, Amaury Sport Organisation. Všechny týmy přijely na start se sedmi jezdci. 3 závodníci neodstartovali, celkem se tak na start postavilo 172 závodníků. Do cíle v Lutychu dojelo 113 z nich.
UCI WorldTeamy
- AG2R Citroën Team
- Alpecin–Deceuninck
- Arkéa–Samsic
- Astana Qazaqstan Team
- Bora–Hansgrohe
- Cofidis
- EF Education–EasyPost
- Groupama–FDJ
- Ineos Grenadiers
- Intermarché–Circus–Wanty
- Movistar Team
- Soudal–Quick-Step
- Team Bahrain Victorious
- Team DSM
- Team Jayco–AlUla
- Team Jumbo–Visma
- Trek–Segafredo
- UAE Team Emirates

UCI ProTeamy
- Bingoal WB
- Equipo Kern Pharma
- Israel–Premier Tech
- Lotto–Dstny
- Team Flanders–Baloise
- Team TotalEnergies
- Uno-X Pro Cycling Team

## Výsledky
| Pořadí | Jezdec                         | Tým                     | Čas        |
| ------ | ------------------------------ | ----------------------- | ---------- |
| 1      | Remco Evenepoel (BEL)          | Soudal–Quick-Step       | 6h 15' 49" |
| 2      | Tom Pidcock (GBR)              | Ineos Grenadiers        | + 1' 06"   |
| 3      | Santiago Buitrago (COL)        | Team Bahrain Victorious | + 1' 06"   |
| 4      | Ben Healy (IRL)                | EF Education–EasyPost   | + 1' 08"   |
| 5      | Valentin Madouas (FRA)         | Groupama–FDJ            | + 1' 24"   |
| 6      | Guillaume Martin (FRA)         | Cofidis                 | + 1' 25"   |
| 7      | Tiesj Benoot (BEL)             | Team Jumbo–Visma        | + 1' 37"   |
| 8      | Patrick Konrad (AUT)           | Bora–Hansgrohe          | + 1' 48"   |
| 9      | Mattias Skjelmose Jensen (DEN) | Trek–Segafredo          | + 1' 48"   |
| 10     | Marc Hirschi (SUI)             | UAE Team Emirates       | + 1' 48"   |